# Štefan Gažík
Štefan Gažík (23. srpna 1912 Červeník – 11. března 1991 Bratislava) byl slovenský a československý politik Komunistické strany Slovenska a poúnorový poslanec Slovenské národní rady a Národního shromáždění ČSR a pověřenec zemědělství.

## Biografie
Ve volbách roku 1948 byl zvolen do Slovenské národní rady.
Ve volbách roku 1954 byl zvolen do Národního shromáždění za KSS ve volebním obvodu Šurany. V parlamentu zasedal do konce jeho funkčního období, tedy do voleb v roce 1960.
V roce 1950 se uvádí jako náhradník Ústředního výboru Komunistické strany Slovenska, v letech 1953–1955 jako člen ÚV KSS. Zasedání pléna ÚV KSS se zúčastňoval v letech 1946–1955. V roce 1953 byl jmenován do komise KSS, která měla posoudit obžalobu v kauze slovenských buržoazních nacionalistů (skupina slovenských komunistů okolo Gustáva Husáka pronásledovaná ve vykonstruovaném procesu v době vrcholícího stalinismu).
V letech 1953–1955 zastával post pověřence zemědělství.